# George Jaffé
George Cecil Jaffé (geboren 16. Januar 1880 in Moskau, Russisches Kaiserreich; gestorben 8. März 1965 in Göppingen) war ein deutsch-amerikanischer Physiker und Chemiker.

## Leben und Werk
George Jaffé war Sohn des deutschen Großkaufmanns Ludwig Jaffé (1845–1923) aus Hamburg und seiner Ehefrau Henriette, geborene Marks (1853–1929), einer gebürtigen US-Amerikanerin aus New Orleans. Er wurde 1880 als deutscher Staatsbürger in Moskau geboren. Um den Kindern eine deutsche Schulbildung zu ermöglichen, kehrte die Familie Jaffé 1888 nach Hamburg zurück. Dort besuchte Jaffé die Volksschule, das Realgymnasium und schließlich acht Jahre lang das humanistische Wilhelm-Gymnasium, wo er zu Michaelis 1898 das Reifezeugnis erhielt.
Anschließend studierte er ab 1898 an der Ludwig-Maximilians-Universität München Mathematik, Physik und Chemie mit dem Schwerpunkt physikalische Chemie. Einer seiner akademischen Lehrer war dort der Chemiker Adolf von Baeyer. Jaffé setzte sein Studium an der Universität Leipzig bei dem späteren Nobelpreisträger Wilhelm Ostwald fort, bei dem er mit dem Thema Studien an übersättigten Lösungen promovierte. In Leipzig hatte auch Ludwig Boltzmann großen Einfluss auf ihn ausgeübt.
Mit einer Empfehlung Boltzmanns setzte Jaffé 1903/04 sein Studium an der Universität Cambridge fort. Bei einem Besuch des französischen Nobelpreisträgers Pierre Curie bot dieser ihm an, im Laboratorium von Marie und Pierre Curie in Paris zu arbeiten. Jaffé nahm dieses Angebot an. Nach einem einjährigen Aufenthalt an der Sorbonne begab sich Jaffé in die Vereinigten Staaten. Dort besuchte er mehrere Universitäten der Ostküste sowie das National Bureau of Standards und kehrte anschließend nach Leipzig zurück. Im Jahre 1908 habilitierte sich Jaffé in Leipzig mit der Habilitationsschrift Die elektrische Leitfähigkeit des reinen Hexans. Anschließend war er dort Assistent und hielt Vorlesungen als Privatdozent. In den Jahren 1911 und 1912 arbeitete er zunächst erneut im Laboratorium der Curies in Paris, und zwar als Carnegie-Stipendiat, bevor er 1916 zum außerordentlichen Professor der Universität Leipzig ernannt wurde.
Jaffés Hochschullaufbahn wurde dann durch den Ersten Weltkrieg unterbrochen. Nachdem er 1915 Soldat geworden war, wurde er 1917 zum Leutnant befördert. Er erhielt mehrere hohe militärische Auszeichnungen, unter anderem das Eiserne Kreuz II. und I. Klasse, das Hanseatenkreuz sowie den Bayerischen Militärverdienstorden IV. Klasse mit Schwertern. Besonderes Ansehen erwarb er sich außerdem durch seine Fähigkeiten beim Dechiffrieren. 1919 kehrte er vom Wehrdienst nach Leipzig zurück.
1923 wurde Jaffé in Leipzig zum planmäßigen außerordentlichen Professor für Mathematische Physik ernannt. Er befasste sich mit der Ionisation von Gasen, der Lichtabsorption in Metallen und Nichtleitern, Hydrodynamik, Hochvakuumentladungen, Relativitätstheorie, anisotropen Strahlungsfeldern und statistischer Mechanik.
Von 1926 bis 1933 lehrte Jaffé als ordentlicher Professor Theoretische Physik an der Universität Gießen. Dort beschäftigte er sich nunmehr auch mit Ionenleitfähigkeit und kinetischen Gastheorie. Im Jahr 1932 hatte er das Amt des Dekans der Philosophischen Fakultät inne.
An der Universität Gießen konnte Jaffé nur sechs Jahre lang lehren und forschen. Er war jüdischer Abstammung. Nach der Machtübernahme 1933 durch die Nationalsozialisten hätte er wegen seiner beträchtlichen militärischen Verdienste im Ersten Weltkrieg zwar Anspruch auf eine Sonderstellung gehabt, doch wurde ihm bald vom Kanzler der Universität nahegelegt, „im Interesse des ungestörten Lehrbetriebs den Beginn seiner Vorlesungen hinauszuschieben“. Am 6. September 1933 wurde ihm vom Hessischen Staatsministerium die Entlassung nach § 4 des Reichsgesetzes vom 7. April 1933 mitgeteilt, die im März 1934 in eine Zwangsemeritierung nach § 3 abgemildert wurde. 1938 erklärte Jaffé gemeinsam mit Emil Cohn, Richard Gans, Leo Graetz, Walter Kaufmann und anderen Physikern jüdischer Abstammung gegenüber Peter Debye aufgrund von dessen Aufforderung seinen Austritt aus der Deutschen Physikalischen Gesellschaft.
Jaffé arbeitete anschließend zunächst in Freiburg/Breisgau an privaten Forschungsprojekten. 1939 emigrierte er in die USA, wo er bis 1942 Visiting Lecturer, danach Associate Professor und seit 1946 Full Professor an der Louisiana State University in Baton Rouge war. Sein wissenschaftliches Hauptinteresse galt hier der Elektrizitätsleitung in Flüssigkeiten und damit verwandter Probleme. 1950 trat er im Alter von 70 Jahren in den Ruhestand. Nach seiner Emeritierung befasste er sich mit der Theorie der elektrischen Leitfähigkeit von Halbleitern und mit der Diffusion von Neutronen.
George Jaffé war seit 1912 mit der Pianistin Paula Hegner (1889–1943) verheiratet, mit der er einen Sohn hatte. Seine letzten Lebensjahre verbrachte er zum Teil in Deutschland, wo er in Göppingen am 18. März 1965 verstarb. Seine sterblichen Überreste wurde in die USA überführt und auf dem Hebrew Rest Cemetery in New Orleans beigesetzt.
Wie es George Jaffés letztem Willen entsprach, wird sein Nachlass in der Gießener Universitätsbibliothek aufbewahrt. Der Nachlass umfasst dreizehn Bände an persönlichen Aufzeichnungen. Drei Bände unter dem Motto Mein Leben tragen die Titel: Die Geschichte eines Buches (1905), Der neue Abélard und Briefe eines Vaters an seinen Sohn. Sechs Bände enthalten Reiseberichte. Vier weitere Bände enthalten Lyrik: Herbst (I), Herbst (II), Winter und Nachlese. Lose Blätter des Nachlasses enthalten darüber hinaus Sonette (Jaffé spielte Geige), biblische Gesänge und Übersetzungen aus Pindar.

## Publikationen (Auswahl)
- Über die Ionisation flüssiger Dielektrika durch Radiumstrahlen. In: Annalen der Physik. Band 25, 1908, S. 257 ff.
- Dispersion und Absorption. In: W. Wien und F. Harms (Hrsg.): Handbuch der Experimentalphysik. Band VIII, 1928.
- Drei Dialoge über Raum, Zeit und Kausalität (Die beiden ersten Dialoge in 2. Auflage), Berlin/Göttingen/Heidelberg 1954.